# Лозница (Бијело Поље)
Лозница је насеље у општини Бијело Поље у Црној Гори. Према попису из 2003. било је 279 становника (према попису из 1991. било је 329 становника).

## Демографија
У насељу Лозница живи 213 пунолетних становника, а просечна старост становништва износи 33,9 година (32,3 код мушкараца и 35,6 код жена). У насељу има 72 домаћинства, а просечан број чланова по домаћинству је 3,88.
Становништво у овом насељу веома је хетерогено, а у последња три пописа, примећен је пад у броју становника.
|  |

| Демографија | Демографија | Демографија |
| Година      | Становника  | Становника  |
| ----------- | ----------- | ----------- |
|             |             |             |
|             |             |             |
|             |             |             |
|             |             |             |
| 1948.       | 158         |             |
| 1953.       | 186         |             |
| 1961.       | 262         |             |
| 1971.       | 465         |             |
| 1981.       | 806         |             |
| 1991.       | 329         | 326         |
| 2003.       | 366         | 279         |
|             |             |             |

| Етнички састав према попису из 2003.‍ | Етнички састав према попису из 2003.‍ | Етнички састав према попису из 2003.‍ | Етнички састав према попису из 2003.‍ | Етнички састав према попису из 2003.‍ |
| ------------------------------------ | ------------------------------------ | ------------------------------------ | ------------------------------------ | ------------------------------------ |
|                                      |                                      |                                      |                                      |                                      |
| Бошњаци                              | Бошњаци                              |                                      | 117                                  | 41,93%                               |
| Муслимани                            | Муслимани                            |                                      | 65                                   | 23,29%                               |
| Срби                                 | Срби                                 |                                      | 64                                   | 22,93%                               |
| Црногорци                            | Црногорци                            |                                      | 33                                   | 11,82%                               |
| непознато                            | непознато                            |                                      | 0                                    | 0,0%                                 |

| Година пописа     | 1948. | 1953. | 1961. | 1971. | 1981. | 1991. | 2003. |
| ----------------- | ----- | ----- | ----- | ----- | ----- | ----- | ----- |
| Број домаћинстава | 32    | 33    | 51    | 99    | 163   | 74    | 77    |

| Број чланова      | 1  | 2 | 3 | 4  | 5  | 6  | 7 | 8 | 9 | 10 и више | Просек |
| ----------------- | -- | - | - | -- | -- | -- | - | - | - | --------- | ------ |
| Број домаћинстава | 72 | 7 | 3 | 18 | 16 | 21 | 6 | 1 | 0 | 0         | 0      |

| Пол    | Укупно | Неожењен/Неудата | Ожењен/Удата | Удовац/Удовица | Разведен/Разведена | Непознато |
| ------ | ------ | ---------------- | ------------ | -------------- | ------------------ | --------- |
| Мушки  | 116    | 46               | 64           | 3              | 3                  | 0         |
| Женски | 112    | 32               | 64           | 14             | 2                  | 0         |
| УКУПНО | 228    | 78               | 128          | 17             | 5                  | 0         |

| Пол    | Укупно                    | Пољопривреда, лов и шумарство | Рибарство                            | Вађење руде и камена | Прерађивачка индустрија       |
| ------ | ------------------------- | ----------------------------- | ------------------------------------ | -------------------- | ----------------------------- |
| Мушки  | 38                        | 2                             | 0                                    | 0                    | 4                             |
| Женски | 25                        | 2                             | 0                                    | 0                    | 7                             |
| УКУПНО | 63                        | 4                             | 0                                    | 0                    | 11                            |
| Пол    | Производња и снабдевање   | Грађевинарство                | Трговина                             | Хотели и ресторани   | Саобраћај, складиштење и везе |
| Мушки  | 1                         | 3                             | 3                                    | 2                    | 7                             |
| Женски | 0                         | 0                             | 3                                    | 2                    | 1                             |
| УКУПНО | 1                         | 3                             | 6                                    | 4                    | 8                             |
| Пол    | Финансијско посредовање   | Некретнине                    | Државна управа и одбрана             | Образовање           | Здравствени и социјални рад   |
| Мушки  | 1                         | 2                             | 8                                    | 3                    | 0                             |
| Женски | 0                         | 2                             | 2                                    | 3                    | 1                             |
| УКУПНО | 1                         | 4                             | 10                                   | 6                    | 1                             |
| Пол    | Остале услужне активности | Приватна домаћинства          | Екстериторијалне организације и тела | Непознато            | Непознато                     |
| Мушки  | 2                         | 0                             | 0                                    | 0                    | 0                             |
| Женски | 1                         | 0                             | 0                                    | 1                    | 1                             |
| УКУПНО | 3                         | 0                             | 0                                    | 1                    | 1                             |